# Рам Баран Јадав
Рам Баран Јадав (Сафај, 4. фебруар 1948 –) је бивши председник Непала од 2008. до 2015. године.

## Биографија
Рођен је 1948. године у Сафају, Непал. Завршио је медицину на Универзитету у Калкути. Током студија је почео да се бави политиком. Деценијама се борио за вишестраначје и веће слободе у Непалу, због чега је неколико пута завршио и у затвору.
Након увођења вишестраначја у Непалу 1990, био је државни министар за здравље од 1991. до 1994. и поновно од 1999. до 2004. године. Био је изабран за посланика сопственог дистрикта Дануса у Уставотворној скупштини на изборима одржанима 10. априла 2008. године.
Мандат првог председника Непала освојио је у другом кругу председничких избора, одржаном 21. јула 2008. године. Добио је потпору 308 од 590 посланика Уставотворне скупштине, победивши Рама Раџу Прашада Синга, кандидата Уједињене комунистичке партије Непала (маоиста). Заклетву је положио 23. јула, чиме је отпочео његов петогодишњи председнички мандат.
До преузимања председничке функције, био је генерални секретар странке Непалског конгреса.
У браку је с Јулехом Јадав, с којом има два сина и ћерку.